# اضطراب النوم والاستيقاظ اللايوماوي
اضطراب النوم والاستيقاظ اللايوماوي (بالإنكليزية: Non-24-hour sleep–wake disorder، non-24  اللايوماوي (يقل أو يزيد عن 24 ساعة) أو N24SWD). هو أحد اضطرابات نوم النُّظْم اليوماوي (CRSDs) المتعددة. يُعَرّف على أنه «نمط مزمن ثابت يتضمن تأخيرات في موعد بداية النوم ونهايته (الاستيقاظ) لفرد يعيش في جماعة.» تظهر الاعراض عندما لا يتزامن النُّظْم اليوماوي الداخلي للإنسان مع دورة الليل والنهار في بيئته. بالرغم من أن هذا النوع من اضطراب النوم يكون شائعا في المكفوفين، حيث أنه يصيب ما يقارب نسبة 70% من المكفوفين تماما، إلا أنه يصيب أصحاء البصر أيضًا. يقترن الاضطراب اللايوماوي باضطراب ثنائي القطب، الاكتئاب، والإصابة الدماغية الرضية. قدمت الأكاديمية الأمريكية لطب النوم (AASM) إرشادات تتعلق باضطرابات النُّظْم اليوماوي منذ عام 2007 وأصدرت اخر تحديث لها في عام 2015.

## الأنواع

### في أصحاء البصر
يصر جسم المصابين بهذا الاضطراب على أن طول الليل والنهار أكثر (أو في حالات نادرة جدا، أقصر) من 24 ساعة ويرفض أن يضبط نفسه مع دورة الليل والنهار في البيئة. وهذا يجعل النوم في الأوقات الطبيعية ضربا من المستحيل ويسبب أيضا تغيرات يومية في الجوانب الأخرى من النُّظْم اليوماوي مثل وقت قمة الانتباه ودرجة حرارة الجسم الصغرى وعمليات الأيض (الميتابولزم) وإفراز الهورمونات. يجعل اضطراب النوم والاستيقاظ اللايوماوي دورة النوم والاستيقاظ تتنقل دوريا حول عقارب الساعة كل يوم، وفق درجة تعتمد على طول الدورة، ومن ثم تعود في النهاية إلى «الطبيعي» لمدة يوم أو يومين قبل أن «تحيد عنه» مرة أخرى. وهذا ما يُعرف اصطلاحًا بالنوم الراكض بحرية (free-running sleep).
يواجه المصابون بهذا المرض صعوبة في التكيف مع التغييرات في دورة النوم والاستيقاظ «الطبيعية»، كالعُطل والإجهاد والنشاطات المسائية والتغيرات الزمنية مثل التوقيت الصيفي، والسفر إلى مناطق زمنية مختلفة، وأيضا صعوبة في التكيف مع الأمراض والأدوية (خصوصا مع المنبهات والمسكنات)، كذلك مع التغيرات في عدد ساعات النهار في المواسم المختلفة، تغيرات المراهقة، والتي من المعلوم أنها تسبب الإرهاق. ويبدون ميلا أقل من الأشخاص الطبيعيين تجاه النوم بعد حرمان كامل من النوم. 
يمكن أن يبدأ اضطراب النوم اللايوماوي في أي عمر، وقد يبدأ في الطفولة. وقد يكون مسبوقا باضطراب طور النوم المتأخر.
يواجه معظم المصابون بهذا الاضطراب انخفاضا في قابلياتهم في الدراسة والعمل والحياة الاجتماعية. نموذجيا، يكونون «غير قادرين كليا أو جزئيا على تنفيذ الأنشطة المخطط لها وفق أسس يومي، ومعظمهم لا يستطيعون العمل في الوظائف التقليدية.» بصورة عامة، تؤدي محاولات المصابين بهذا المرض للاندماج في ساعات العمل التقليدية إلى الأرق (والذي ليس صفة مميزة لهذا المرض) والنعاس المفرط،  وتنتهي بنقطة الوقوع في غفوات قصيرة جدا (Microsleeps) بالإضافة إلى مظاهر كثيرة مرتبطة بقلة النوم الحادة والمزمنة. البصيرون المصابون بهذا المرض الذين يجبرون أنفسهم على عيش حياة عمل طبيعية «عادة يكونون غير ناجحين ويواجهون متاعب نفسية وجسدية أثناء ساعات العمل، كالنعاس والتعب والصداع وقلة الشهية والمزاج المكتئب. يواجه المرضى صعوبة في الحفاظ على حياة اجتماعية اعتيادية، وقد يخسر بعضهم وظائفهم أو يتركون دراستهم.»

### المكفوفين
تقدر نسبة المصابين باضطراب النوم اللايوماوي بين المكفوفين تماما بأكثر من 50%. قد يحدث الاضطراب في أي عمر، من الولادة فصاعدا. يظهر عموما بعد فترة قصيرة من فقدان العينين أو إزالتهما، حيث يفقد الإنسان (الخلايا الشبكية العقدية الحساسة الجوهرية) المتحسسة للضوء في شبكية العين. 
من دون وصول الضوء إلى العين، لا تُلَقَن النواة فوق التصالبة الموجودة في غدة تحت المهاد لكي تزامن النُّظْم اليوماوي مع اليوم الطبيعي الاجتماعي ذي الأربع وعشرين ساعة، مما يؤدي إلى التحول إلى اللايوماوية في أفراد كثيرين من المكفوفين بالكامل.الاضطراب اللايوماوي نادر في المرضى المعتلين بصريا الذين يمتلكون القدرة على الإحساس ببعض الضوء على الأقل. وجد الباحثون أن حتى التعرض البسيط جدا للضوء في الليل قد يؤثر في ساعة الجسم الداخلية.

## الأعراض
يواجه المصابون بهذا المرض صعوبة في اتباع نسق الساعة المتنظم، حيث أن ساعتهم البيولوجية من الممكن أن تتغير لمدة كافية لكي تجعلهم ينامون خلال النهار ويعانون من الأرق في الليل. صفة تشخيصية مميزة أخرى هي الطبيعية الدورية لهذا المرض: هي أن المصابين يقضون فترات محددة، قد تكون أسابيعا أو أشهرا، ينامون فيها خلال النهار (تظهر أعراض المرض عليهم) ومن ثم تتناوب عليهم فترات أخرى من النوم الطبيعي في الليل (لا تظهر أعراض المرض عليهم).
الأعراض التي تم تسجيلها من مراقبة مرضى أُجبِروا على اتباع جدول يتكون من 24 ساعة فقط مشابهة لأعراض مرض قلة النوم وتتضمن:
- العمه الحركي بأنواعه التي تتضمن العمه الحركي الفكري (عدم القدرة على تكوين فكرة الحركة) والتنفيذي الفكري (عدم القدرة على تكوين فكرة الحركة ولا تنفيذها) والتنفيذي فقط، وعمه الأطراف الحركي، وتعذر الأداء النطقي.
- الاضطراب المعرفي
- صعوبة التركيز[3]
- الارتباك
- الاكتئاب
- الإسهال
- الغثيان المفرط
- التعب الشديد [10]
- تساقط الشعر
- الصداع بأنواعه
- صعوبة التوازن
- حساسية الضوء[10][10]
- ألم المفاصل
- فقدان التناسق العضلي (الترنح)
- عدم انتظام الدورة الشهرية
- ألم العضلات
- أفكار انتحارية
- اكتساب الوزن
- الهلوسة [10]

## الأسباب

### أصحاء البصر
أصحاء البصر المصابون بهذا المرض أقل عددا بكثير من المكفوفين وسبب إصابتهم به ليس معروفا بشكل جيد مقارنة بالمكفوفين.  حالة واحدة على الأقل في شخص بصير مصاب بهذا المرض كانت مسبوقة بإصابة في الرأس;  ووجد أن مريضا آخر مصابا باضطراب النوم اللا يوماوي قد كان مصابا «بتضخم الغدة النخامية التي تتضمن التصالبة البصرية (Optic chiasma)».  لذا يبدو بأن المشكلة في الجهاز العصبي بالدرجة الأساس. تحديدا، يعتقد بأنها تتضمن اضطرابا في وظيفة نواة فوق التصالبة  suprachiasmatic nucleus)) في الجزء تحت المهاد من الدماغ. وظهرت عدة حالات أخرى مسبوقة بعملية العلاج الزمني (chronotherapy)، والذي هو علاج يوصف لاضطراب النوم المتأخر. «اقترحت الدراسات على الحيوانات أن اضطراب النوم اللايوماوي قد يحصل كنتيجة فسلجية متأخرة لعملية إطالة أمد دورة النوم والاستيقاظ اثناء العلاج الزمني.» ووفقا للأكاديمية الأمريكية لطب النوم (AASM)، «يعتقد أن المرضى المصابين بالنوم غير المقيد بزمن (أو الراكض بحرية FRD) تفشل لديهم محاولات مزامنة أحداث حياتهم مع دورة بيئتهم الطبيعية»
أجريت عدة دراسات تجريبية على البصيرين المصابين بهذا المرض، نشر ماك ارثر (McArthur) وآخرون تقريرا يفيد معالجة شخص بصير «بدا وكأنه غير حساس بما فيه الكفاية للضوء الساطع». بمعنى آخر، فإن الدماغ أو شبكية العين لا تتفاعل بشكل طبيعي مع الضوء (المصابون بهذا المرض قد يمتلكون أو لا يمتلكون، حساسية ضد الضوء بشكل ذاتي غير معتاد; فقط دراسة واحدة وجدت أنهم كانوا أكثر حساسية من مجموعة السيطرة أي التي لا تتلقى العلاج) في عام 2002 فحص أوتشياما (Uchiyama) وآخرون خمسة أصحاء البصر مصابين باضطراب النوم اللايوماوي فأبدوا خلال الدراسة دورة نوم واستيقاظ معدلها نحو 25.12 ساعة.  وهذا المعدل أعلى بشكل ملحوظ من الأشخاص الطبيعيين الذين أبدوا معدل 24.02 ساعة في الدراسة ذاتها، والذي بدوره كان قريبا من معدل الدورة الاصلية للبالغين الطبيعيين بمختلف أعمارهم والتي قدرها تشارلس تشايزلر (Charles Czeisler) بمعدل 24.18 ساعة. تستخدم التعبيرات الأدبية عادة مصطلح (دورة ال 25 إلى 26 ساعة) بالتوالي للتعبير عن التأخير الذي يحصل من ساعة إلى ساعتين في كل يوم طبيعي (24 ساعة).
قبل ذلك، وصف أوتشياما وآخرون درجة الحرارة الصغرى للمريض البصير المصاب بهذا المرض بأنها تحدث في مرحلة من النوم سابقة للساعتين التين تسبقان الاستيقاظ. واقترحوا بأن الفترة الطويلة بين درجة الحرارة هذه وبين الاستيقاظ تجعل الإضاءة بعد الاستيقاظ مباشرة غير مؤثرة عمليا، وفق منحنى استجابة الطور (PRC) للضوء
في مراجعتهما السريرية في عام 2007، نشر آوكاوا (Okawa) واوتشياما تقريرا يفيد بأن المصابين بهذا المرض يمتلكون مدة نوم تتراوح بين العشر والتسع ساعات وأن معدل دوراتهم اليوماوية هو 24.8 ساعة.

### عند المكفوفين
كما ذُكر أعلاه، معظم المصابين بالمرض اللايوماوي مكفوفو البصر بشكل تام. وفشل عملية مزامنة نومهم مع دورة الليل والنهار في بيئتهم يعود إلى انعدام دخول الضوء إلى ساعتهم اليوماوية. مرض اللايوماوية نادر لدى المرضى الذين يعانون من نقص في قابلية الرؤية مع الاحتفاظ بجزء بسيط على الأقل من قابلية الإحساس بالضوء. حيث أن كميات بسيطة جدا من الضوء لها القدرة على مزامنة ساعة الجسم الداخلية مع بيئته. تم العثور على بعض الحالات التي يكون فيها المرضى المكفوفين ذاتيا، ولكنهم يتزامنون مع بيئتهم بشكل طبيعي ولديهم رد الفعل المثبط الطبيعي الذي يمتلكه الضوء على إفراز هورمون الميلاتونين، والذي يدل على سلامة الوصلات العصبية بين شبكية العين والجزء تحت المهاد من الدماغ.

## النُّظْم اليوماوي
تمتلك جميع الكائنات الحية من الحيوانات ساعة داخلية، تسمى النُّظْم اليوماوي، والتي تكون مدتها نحو 24 ساعة. بالنسبة للإنسان، يكون معدل هذه المدة 24 ساعة و20 دقيقة. وعلى المستوى الفردي، يمتلك بعض الناس مدة تقل أو تزيد على 24 ساعة. يُعيد التعرض اليومي للضوء صباحا ضبط مدة ساعة النُّظْم اليوماوي إلى 24 ساعة لكي لا يحصل أي حيود عنها.
على أية حال، يمتلك البعض نظما يوماويًا في معظم الحالات أكثر من (ونادرا، أقل من) 24 ساعة، وقد يصل إلى 26 ساعة. وهذا ما يجعل عملية إعادة ضبط النُّظْم إلى 24 ساعة أكثر صعوبة، تماما مثلما يصعب على الذين نظمهم يقارب 24 ساعة ضبط نظمهم إلى 25 ساعة كل يوم. معظم المصابين بالاضطراب اللايوماوي يكونون مكفوفي البصر بشكل كامل، وفقدانهم القدرة على مزامنة ساعتهم مع البيئة يُفَسر بانعدام دخول الضوء الذي بإمكانه إعادة ضبط ساعة النُّظْم اليوماوي. قد تمتلك أدمغتهم ساعات يوماوية لا تستلم إدخالها الذي يخص مستويات الضوء في البيئة من العينين، حيث أن الساعات تتطلب شبكية عين عاملة، عصبا بصريا سليما، ومركز معالجة بصري. وهذا يجعل نمط النوم متغيرا من يوم إلى آخر، مع وقت مختلف للنوم والاستيقاظ كل يوم.
الناس الذين يقترب نظمهم اليوماوي بشكل تام من الأربع وعشرين ساعة قد يستطيعون النوم وفق جدول تقليدي ومقبول اجتماعيا، أي في الليل. بينما قد يضطر الذين تكون دورتهم «اليومية» نحو 25 ساعة أو أكثر إلى تبني نمط نوم مطابق لنظمهم اليوماوي الراكض بحرية (غير المقيد): وذلك عن طريق إجراء تغييرات يومية في أوقات نومهم. والذي عادة يؤدي إلى نوم مُرضٍ ولكن مع عواقب وظيفية واجتماعية وخيمة.
يصيب المرض بعض أصحاء البصر لأسباب غير مفهومة بشكل جيد. نظمهم اليوماوية تكون غير طبيعية، وعادة ما تتعدى 25 ساعة. وقد تعمل أجهزتهم البصرية بشكل طبيعي ولكن أدمغتهم غير قابلة على مطابقة الجدول الطبيعي ذي الأربع وعشرين ساعة.
هذا الاضطراب هو عجز غير مرئي قد يكون «موهِنا بشكل كبير للغاية حيث أنه غير متوافق مع معظم الالتزامات الاجتماعية والوظيفية.»

## الآليات
تولِّد الساعة اليوماوية الداخلية التي تقع في الجزء تحت المهاد من الدماغ إشارة تكون بشكل طبيعي أطول (وأحيانا قليلة أقصر) بشكل بسيط جدا من 24 ساعة، وبمعدل 24 ساعة و11 دقيقة. هذا الانحراف البسيط، يُصحَّح تقريبا في جميع الافراد عن طريق التعرض إلى المصحِّحات البيئية الطبيعية، وبشكل خاص دورة الضوء والظلام، التي تعيد ضبط الساعة وتزامنها مع البيئة المحيطة في الوقت اليوماوي (24 ساعة). يعيد التعرض الصباحي للضوء ضبط الساعة بشكل مبكر، والتعرض المسائي يعيد ضبطها لاحقا، وبالتالي يعيد ضبط الإيقاع إلى المعدل الطبيعي ذي الأربع والعشرين ساعة. إذا حُرِمت هذه المصححات الخارجية عن الافراد الطبيعيين غير المصابين بالمرض (من يعيش في كهف أو في بيئة اصطناعية معزولة زمنيا ولا ضوء فيها)، ستبدأ نظمهم اليوماوية «بالركض بحرية» بدورة أطول (وأحيانا قليلة أقصر) بشكل بسيط من 24 ساعة، معبرة عن حال الدورة الداخلية للساعة اليوماوية للفرد. تماثل النُّظْم اليوماوية للمصابين بهذا المرض للعينات التجريبية من المرضى الذين يعيشون في بيئة معزولة زمنيا حتى وإن كانوا يعيشون في مجتمع طبيعي.